# 尼爾·格雷斯通
尼爾·格雷斯通（Neil Gordon Grayston，1981年3月24日—）是加拿大的一位演員。他在2006年獲得過萊奧獎。格雷斯通在靈異之城中飾演Douglas Fargo角色。